# Gare de Kishi (Wakayama)
La gare de Kishi (貴志駅, Kishi-eki) est une gare ferroviaire terminus de la ville de Kinokawa, dans la préfecture de Wakayama au Japon. Elle est gérée par la compagnie Wakayama Electric Railway.

## Situation ferroviaire
La gare est située au point kilométrique (PK) 14,3 de la ligne Kishigawa.

## Histoire
La gare a été inaugurée le 18 août 1933. Le bâtiment voyageurs actuel date de 2010 et a été conçu par Eiji Mitooka.
Le 5 janvier 2007, la chatte Tama est nommée officiellement chef de gare, ce qui a redynamisé la fréquentation de la gare et de la ligne en attirant les touristes qui venaient la voir. Depuis son décès en 2015, plusieurs chats se sont succédé au poste de chef de gare.

## Service des voyageurs

### Accueil
La gare dispose d'un bâtiment voyageurs ouvert tous les jours.

### Desserte
- Ligne Kishigawa :
  - direction Wakayama